# Meall-Dearg-Formation
Die Meall-Dearg-Formation ist die dritte und oberste Formation der Stoer Group an der Nordwestküste Schottlands. Sie stammt aus dem ausgehenden Mesoproterozoikum (Stenium) und bildet Teil des Hebriden-Terrans.

## Etymologie

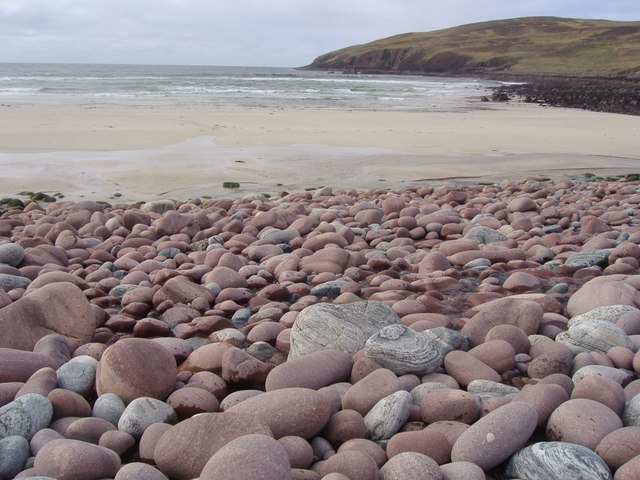
Die Bay of Stoer mit der Typlokalität der Meall-Dearg-Formation an der Landzunge

Das Schottisch-Gälische männliche Substantiv meall bedeutet Klumpen, Haufen, Anhäufung, Hügel, Schauer, Regenguss. Es ist mit dem Irischen identisch. Das männliche Substantiv dearg steht für die Farbe Rot und als Adjektiv für rotfarben. Es ist vom Altirischen derg abgeleitet. Mit Meall Dearg ist folglich ein rotfarbener Hügel gemeint. Meall Dearg bezieht sich seinerseits auf den Cnoc a’ Mhill Dheirg, eine Erhebung unweit der Küste nordwestlich von Stoer. Mhill ist der Genitiv oder der Plural von meall, dheirg der Genitiv von dearg. Das Schottisch-Gälische cnoc, abgeleitet vom Altirischen cnocc, ist ein markanter Geländepunkt. Der Cnoc a’ Mhill Dheirg ist folglich eine Anhöhe aus roten Hügeln in Bezugnahme auf die Farbgebung der anstehenden Formation.

## Geschichtliches

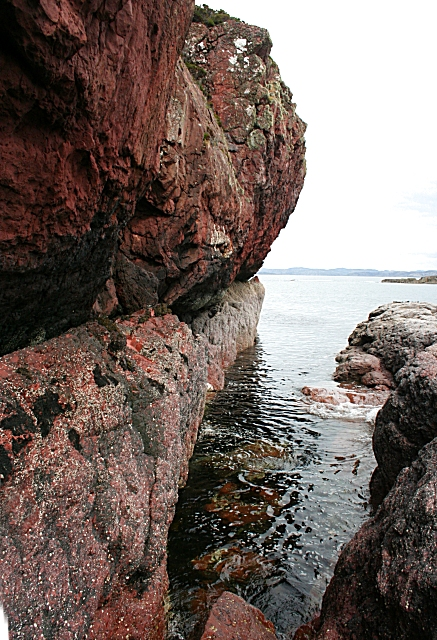
Kontakt zwischen dem Poll-a’Mhuilt-Member (unten) und der Meall-Dearg-Formation (oben) bei Camas a'Bhothain

Die Meall-Dearg-Formation wurde nur wenig geowissenschaftlich bearbeitet. Eine erste Studie geht in das Jahr 1967 zurück und stammt von A. J. Gracie und A. D. Stewart, die Vorkommen an der Enard Bay untersuchten. Im Jahr 2002 behandelte A. R. Prave fragliche, von Mikroben induzierte Sedimentstrukturen (Englisch microbially-induced sedimentary structures oder abgekürzt MISS), auch bekannt als Algenlaminite. Im gleichen Jahr erstellte A. D. Stewart im Zusammenhang mit seiner Arbeit über das gesamte Torridonian eine Übersicht der Formation. Eine relativ rezente Diplomarbeit über die Meall-Dearg-Formation lieferte Lorraine Elizabeth Lebeau im Jahr 2018. Noch im selben Jahr veröffentlichten William J. McMahon und Neil S. Davies eine sedimentologisch sehr moderne Studie der Meall-Dearg-Formation.

## Vorkommen
Die Stoer Group erstreckt sich in ihren Vorkommen entlang der Nordwestküste Schottlands von der Stoer-Halbinsel im Norden bis Poolewe rund 50 Kilometer weiter im Süden. Sie tritt in dieser Traverse aber nicht kontinuierlich auf. Von ihrer Hangendformation, der Meall-Dearg-Formation, sind nur vier Vorkommen bekannt: Rubha Réidh, Stoer, Balchladich Bay und Enard Bay.

## Einführung
Die Meall-Dearg-Formation wurde im Verlauf der Grenville-Orogenese abgelagert, und zwar am Kontinentalrand des Superkontinents Rodinia. Ihre Nähe zum Laurentischen Schild bedeutete, dass die Formation der weit später erfolgenden Kaledonischen Orogenese entkam. Es wird angenommen, dass die Formation in ein enges Riftbecken geschüttet wurde, der Detritus wurde ausgehend von den Störungen des Rifts geliefert. Paläomagnetische und auch geochemische Untersuchungen legen nahe, dass die Sedimentation in einem semiariden Klima auf einer Paläolatitüde von 10 bis 20° Nord erfolgt war.

## Stratigraphie

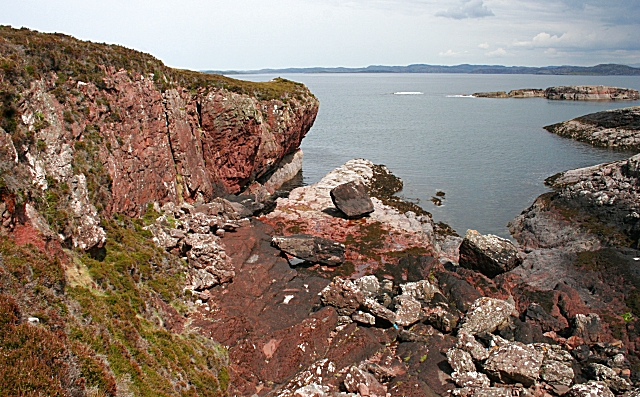
Die Meall-Dearg-Formation bei Camas a'Bhothain

Die Meall-Dearg-Formation folgt auf das Poll-a’Mhuilt-Member der unterlagernden Bay-of-Stoer-Formation. Der Kontakt ist erosionsdiskordant. Die Formation wird ihrerseits von Sedimenten der Torridon Group diskordant transgrediert – und zwar entweder von der lakustrinen Diabaig-Formation oder der Applecross-Formation.

## Sedimentologie
Die Meall-Dearg-Formation ist dem unteren Abschnitt der Bay-of-Stoer-Formation sehr ähnlich, zeigt aber planare Schrägschichtung und dürfte in einer weiten Alluvialebene in breiten Mäandern von geringem Gefälle abgesetzt worden sein. Die generelle Schüttungsrichtung war nach Westnordwest. Die Obergrenze der Meall-Dearg-Formation und damit der Stoer Group ist auf dem Festland nirgendwo aufgeschlossen, sie wird aber von der Torridon Group erosiv überlagert.
Die Schichten der Formation fallen jetzt mit 20 bis 30° nach Westen ein.

## Fazies

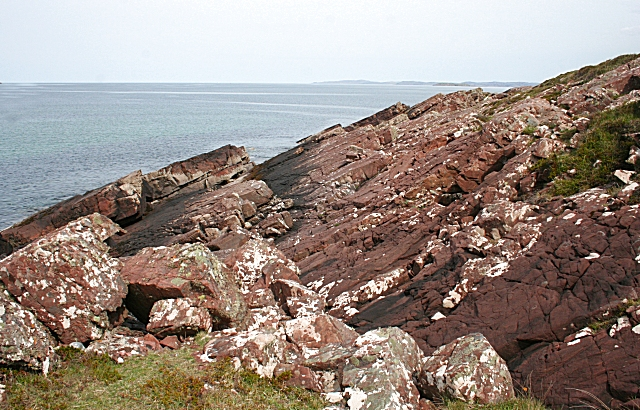
Die Meall-Dearg-Formation an der Achnahaird Bay

Faziell wird die Meall-Dearg-Formation von fluviatilen Assoziationen dominiert, äolische Ablagerungen treten nur sehr untergeordnet auf. Die fluviatile Faziesassoziation beinhaltet (flache) planare und trogförmige Schrägschichtung in mittel- und grobkörnigen Sandsteinen, untergeordnet feine bis mittlere Sandsteinrippel, Tonsteine und vertrocknete Tonüberzüge. Antidünenschichtung, die aus hochenergetischen Flutungsereignissen resultiert, wurde ebenfalls registriert.
Es lassen sich zwei Faziesassoziationen unterscheiden – die fluviatile Fazies FA1 und die äolische Fazies FA2. Die Faziesassoziation FA2 tritt nur an der Enard Bay auf.

### Faziesassoziation FA1
Die zwischen Stoer und der Balchladich Bay 200 bis 300 Meter mächtige Faziesassoziation FA1 besteht zu 99 % aus Sandsteinen. Das restliche Prozent an Tonsteinen beschränkt sich auf millimeterdicke, oft ausgetrocknete, seitlich diskontinuierliche Tonlagen oder auf intraformationelle Tonklasten. Die Sandsteine sind mittelkörnig – ausgenommen hiervon sind die geröllhaltigen Sandsteine der untersten 7 Meter in Stoer. Das Einfallen der Dünenschichtung (engl. Foresets) dokumentiert die ehemalige Schüttungsrichtung mit N 279. Die Sandsteine enthalten zahlreiche Schichtungstypen und Schichtebenenstrukturen. Die Untergrenzen von Schichtpaketen sind entweder flach oder überziehen eine vormals vorhandene Dünenmorphologie. Die Erosion zwischen den Paketen beschränkt sich auf bis zu 50 Zentimeter tiefe Auskolkungen.
Die Faziesassoziation FA1 ist komplex aufgebaut und reichhaltig strukturiert, sie enthält folgende Schichtungstypen – geordnet nach fallender Strömungsenergie
- chute and pool-Strukturen – schießende Strömung in ruhendes Medium – oberes Strömungsregime
- Antidünenschichtung – oberes Strömungsregime
- Horizontale Laminae – oberes Strömungsregime der Oberen Horizontalschichtung (engl. upper plane bed)
- Buckelschrägschichtung – so genannte humpback-Dünen – Übergang zum oberen Strömungsregime
- flach einfallende Schrägschichtung (Winkel unterhalb 20°) – Dünen im Übergang zum oberen Strömungsregime
- steil einfallende Schrägschichtung (Winkel oberhalb 20°) – Dünen des unteren Strömungsregimes

Als Strukturen auf den Schichtebenen sind anzuführen:
- Rippelmarken
- Adhäsionsmarken
- sinusoidale Trockenrisse – möglicherweise auf das Ichnofossil Manchuriophycus zurückzuführen
- Netzmarken
- Sägezahnränder
- Sandstein-Trockenrisse
- Tonstein-Trockenrisse

### Faziesassoziation FA2
Die Faziesassoziation FA2 besteht fast ausschließlich aus fein- bis mittelkörnigen Sandsteinen und enthält keine Tonsteine. In ihr tritt planare Schrägschichtung auf – in Sets von 1 bis 5 Meter Mächtigkeit (Fazies 1). Dazwischengeschaltet sind eben geschichtete Sandsteine mit großer seitlicher Ausdehnung, welche bis auf 2,40 Meter Mächtigkeit anwachsen können (Fazies 2). Die planaren Schrägschichtungskörper liegen erosiv über den eben geschichteten Sandsteinen. Sie können in ihrem Hangenden durch Schrägschichtungen geringeren Einfallens reaktiviert werden. All dies indiziert einen äolischen Ursprung für die Faziesassoziation FA2 und sehr wahrscheinlich eine zeitgleiche Ablagerung mit FA1.
Bei den großmassstabig planaren Schrägschichtungen handelt es sich um äolische Dünen, die aus fein- bis mittelkörnigen, gut gerundeten, arkosischen Areniten aufgebaut werden. Die Dünen sind im Einfallen planar, jedoch im Streichen gekrümmt. Die dadurch aufgefächerten Foresets streuen somit in ihrer Einfallsrichtung um bis zu 40°, dennoch bleibt die Stapelungsrichtung der Foresets hiervon recht unberührt und zeigt gegen N 248 (Westsüdwest). Individuelle Schrägschichtungssets werden bis zu 40 Meter breit, ihr Einfallswinkel beträgt gewöhnlich 15 bis 25°, maximal bis zu 34°. Die individuellen Foresets sind entweder gekrümmt oder planar – was entweder ein Abrutschen der Körner (engl. grainflow) oder eine Fallbewegung der Körner (engl. grainfall) anzeigt. Das gleichzeitige Vorhandensein der beiden Prozesse verweist eindeutig auf Dünen. Die starke Streuung in den Schüttungswinkeln und die gekrümmten Grate belegen, dass es sich um gebogene Dünen handelte.
Die eben geschichteten Sandsteine werden als äolische Interdünen-Ablagerungen (engl. interdunes) angesehen. Im Vergleich zu den Dünenkörpern sind sie wesentlich dünner (meist nur unter einem Meter mächtig, maximal bis 2,40 Meter dick) und seitlich weniger aushaltend. Sie führen fast überall Nadelstreifenlamination (abgekürzt NSL – engl. pinstripe lamination). Gelegentlich sind Adhäsionsmarken (engl. adhesion marks) auf den meist ausdruckslosen Schichtoberflächen vorhanden, auch schlecht organisierte Rippelmarken mit breiter Streuung können auf ihnen vorkommen. Die Adhäsionsmarken deuten auf feuchte Sedimentoberflächen. Die Nadelstreifenlamination stellt eine bimodale Korngrößenlamination dar, wobei die Streifen von der feineren Fraktion gebildet werden. Sie indiziert Windrippelwanderung unter aggradierenden Bedingungen.

## Fossilien
Gesicherte Fossilienvorkommen sind in der Meall-Dearg-Formation unbekannt. Es erscheinen aber durchaus Pseudo- oder Ichnofossilien bzw.  MISS (sensu Nora Noffke) und Netzstrukturen (engl. reticulate marks), die wahrscheinlich auf primitive Mikroben- und Algenmatten hindeuten. Diese biogenen Strukturen konnten sich während längerer Pausen im Sedimentationsgeschehen herausbilden.

## Alter
Das Alter der Meall-Dearg-Formation wurde bisher noch nicht radiometrisch bestimmt. In der unterlagernden Bay-of-Stoer-Formation wurde das Stac-Fada-Member mit 1177 ± 5 Jahren datiert. Da die Meall-Dearg-Formation aber erst etwa 90 Meter darüber einsetzt, dürfte sie einiges jünger sein und liegt wahrscheinlich um 1170 Millionen Jahre.

### Provenanzalter
Es wurden über 300 Zirkone radiometrisch datiert, um zu einer Altersverteilungskurve der Meall-Dearg-Formation zu gelangen. Ersichtlich wurden mehrere Peaks, so beispielsweise der Hauptpeak im Neoarchaikum bei 2800 Millionen Jahren sowie zwei untergeordnete Peaks aus dem Siderium bei 2480 Millionen Jahren und aus dem Orosirium bei 1890 Millionen Jahren. Alle drei Peaks sind in Übereinstimmung mit Altern des Lewisians. Dies legt die Schlussfolgerung nahe, dass die Sedimente der Meall-Dearg-Formation aus aufgearbeitetem Lewisian hervorgegangen waren. Hierbei besteht zwischen der fluviatilen und der äolischen Fazies kein wesentlicher Unterschied. Die fluviatile Fazies zeigt einen etwas älteren Peak bei 1930 Millionen Jahren und dürfte somit aus dem Ard-Gneis und der Loch Maree Group stammen, wohingegen das Alter von 1890 Millionen Jahren dem Ness Complex zuzuordnen ist. Das Alter von 2800 Millionen Jahren ist zum Protolith der Phase 2 gehörig, mit einer Provenanz aus dem Gruinard-Terran und wahrscheinlich auch aus dem Assynt-Terran.

## Zusammenschau

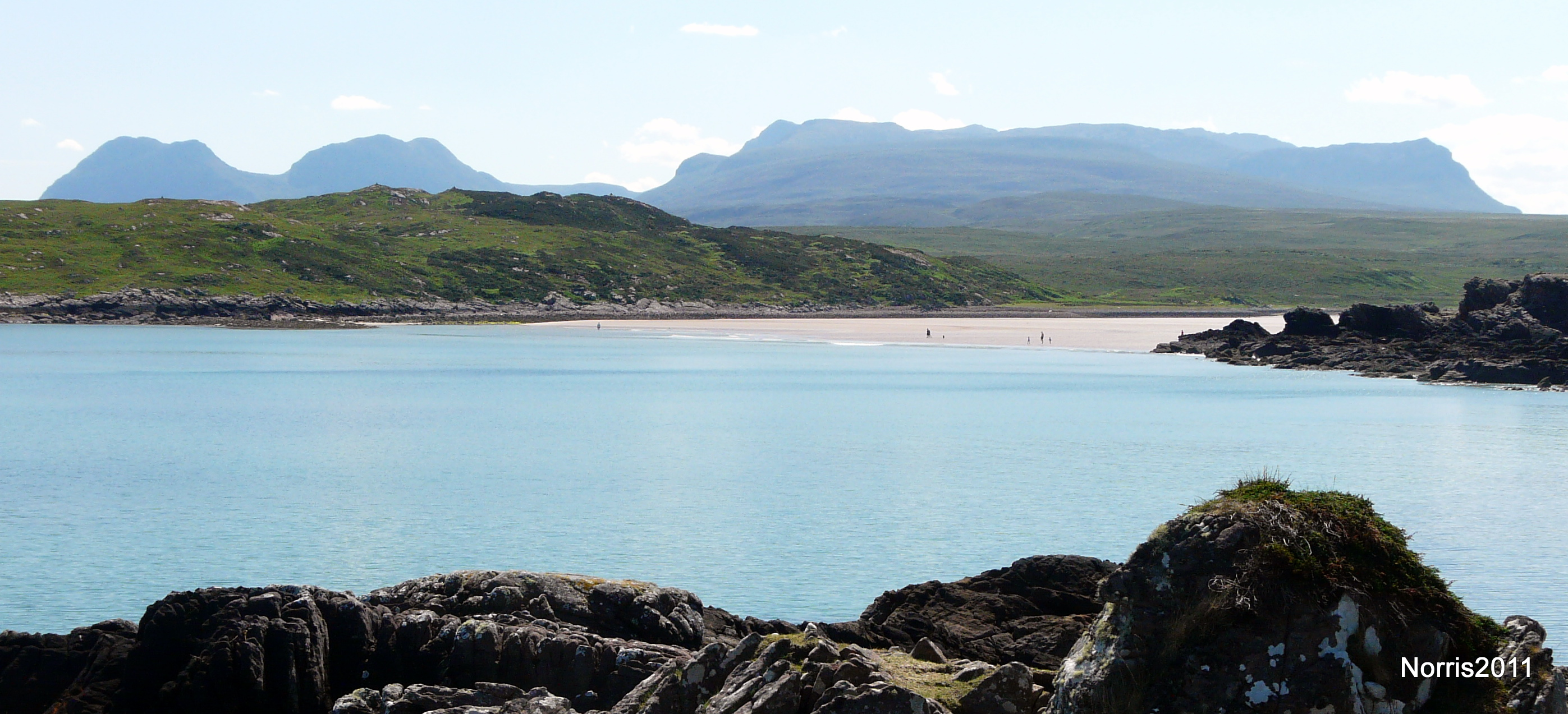
Achnahaird Bay, Blickrichtung nach Südost. Der Höhenrücken unmittelbar dahinter wird von der Meall-Dearg-Formation aufgebaut. Im Vordergrund Sandsteine der Applecross-Formation.

Die räumliche Verteilung der Schichtungstypen und der Schichtebenenstrukturen innerhalb der Meall-Dearg-Formation deutet auf alluviale Ereignisse hoher Strömungsenergie. Vom Wind abgelagerte Dünen waren hierbei sekundär. Die alluviale und die äolische Fazies schließen einander aus. Dies lässt vermuten, dass die äolischen Sedimente nur an Stellen abgelagert wurden, welche von Alluvialprozessen nicht wieder aufgearbeitet wurden.
Die schichtigen, zopfartig-verflochtenen (engl. sheet-braided), alluvialen Sandsteine enthalten verschiedene Schichtungstypen, die dem oberen Strömungsregime, dem Übergang zum oberen Strömungsregime und dem unteren Strömungsregime (wie bereits dargestellt) entsprechen. Größere Sandsteinkörper werden oft von Sedimentoberflächen getrennt, deren Primärsubstrate sich erst während langer Perioden sedimentärer Stasis bilden konnten. Die vertikale Übereinanderstapelung von Sedimentstrukturen gemäß abnehmender Fließgeschwindigkeit mit gelegentlichem Auftauchen und Sedimentationsstop indiziert Ablagerungsereignisse während episodisch auftretender Überschwemmungen. Rapid abnehmende Fließgeschwindigkeiten sprechen für aggradierende Bedingungen an der Sedimentoberfläche und erst in Zeiten vollkommenen Sedimentationsstillstandes konnten primäre Oberflächenstrukturen dem Substrat zuteilwerden. 
Die Ablagerungsbedingungen für die Meall-Dearg-Formation reihen sich ein in klassische Faziesmodelle für vegetationsloses Alluvium noch vor Erscheinen von Landpflanzen. Sie sind aber für das Präkambrium dennoch nicht als charakteristisch anzusehen, sondern stellen nur eines von vielen denkbaren Ablagerungsschemata dar, welche derart verflochtene, vegetationslose Alluvialebenen erzeugten.